# Myelobia
Myelobia és un gènere d'arnes de la família Crambidae.

## Taxonomia
- Myelobia atrosparsellus (Walker, 1863)
- Myelobia bimaculata (Box, 1931)
- Myelobia biumbrata (Schaus, 1922)
- Myelobia castrellus (Schaus, 1922)
- Myelobia decolorata Herrich-Schäffer, [1854]
- Myelobia dorsipunctellus (Schaus, 1922)
- Myelobia endothermalis (Hampson, 1919)
- Myelobia heinrichi (Box, 1931)
- Myelobia incanella (Hampson, 1896)
- Myelobia lanceolatus (Zeller, 1881)
- Myelobia nabalalis (Schaus, 1934)
- Myelobia nigristigmellus (Hampson, 1896)
- Myelobia parnahyba (Schaus, 1934)
- Myelobia smerintha (Hübner, 1821)
- Myelobia spectabilis (C. Felder, R. Felder & Rogenhofer, 1875)
- Myelobia squamata (Hampson, 1919)
- Myelobia systrapegus (Dyar, 1913)
- Myelobia vinasella (Schaus, 1913)
- Myelobia xanthotherma (Hampson, 1919)
- Myelobia zeuzeroides Walker, 1865